# Wiazynka (rejon mołodecki)
Wiazynka (biał. i ros. Вязынка) – wieś na Białorusi, w rejonie mołodeczańskim obwodu mińskiego, w sielsowiecie Radoszkowice, nad rzeką o tej samej nazwie. 
Znajduje się tu przystanek kolejowy Wiazynka na linii Mińsk – Mołodeczno. 

## Historia
W czasach zaborów folwark w gminie Radoszkowice, w powiecie wilejskim, w guberni wileńskiej Imperium Rosyjskiego. W 1866 roku liczył 47 w 1 domu.
W latach 1921–1945 folwark a następnie majątek leżał w Polsce, w województwie wileńskim, w powiecie wilejskim, od 1927 roku w powiecie mołodeckim, w gminie Raków, a następnie w gminie Radoszkowice.
Według Powszechnego Spisu Ludności z 1921 roku zamieszkiwało tu 14 osób, 10 było wyznania rzymskokatolickiego, 3 prawosławnego a 1 ewangelickiego. Jednocześnie wszyscy mieszkańcy zadeklarowali polską przynależność narodową. Były tu 2 budynki mieszkalne. W 1931 w 3 domach zamieszkiwały 44 osoby.
Wierni należeli do parafii rzymskokatolickiej i prawosławnej w Dubrowej. Miejscowość podlegała pod Sąd Grodzki w Krasnem i Okręgowy w Wilnie; właściwy urząd pocztowy mieścił się w Radoszkowicach.
W wyniku napaści ZSRR na Polskę we wrześniu 1939 miejscowość znalazła się pod okupacją sowiecką. 2 listopada została włączona do Białoruskiej SRR. Od czerwca 1941 roku pod okupacją niemiecką. W 1944 miejscowość została ponownie zajęta przez wojska sowieckie i włączona do Białoruskiej SRR.
W 1882 roku urodził się tu Janka Kupała. Od 1972 roku znajduje się tu jego muzeum, w tym dom rodzinny oraz pomnik. W dwudziestoleciu międzywojennym Wiazynka była miejscowością nadgraniczną przy granicy ze Związkiem Sowieckim.